# Jesús Abraham Hernández
Jesús Abraham Hernández (Rosarito, Baja California; 22 de junio de 2000) es un futbolista mexicano, juega como Mediocampista y su equipo actual es el Celaya FC de la Liga de Expansión MX.

## Trayectoria
Inicios
Inicio en las fuerzas básicas de los Xolos de Tijuana en sub-13 y sub-15, más adelante se fue al Acapulco FC, también milito en el Saltillo Soccer donde hizo buenas actuaciones.

### Deportivo Achuapa
En 2021 pasa a jugar con el Deportivo Achuapa en Guatemala.

### Celaya Fútbol Club
Para el 2022 se convierte en refuerzo del Celaya.